# Vertigine (film 1958)
Vertigine (Marjorie Morningstar) è un film del 1958 diretto da Irving Rapper e ispirato al romanzo omonimo di Herman Wouk del 1955.

## Trama
Il giorno del bar mitzvah di Harry, il suo prozio Samson si presenta a casa dei coniugi Morgenstern, genitori del ragazzo. La sorella di Harry, la diciottenne Marjorie, frequenta l'ultimo anno di liceo all'Hunter College di New York, ed ha un fidanzato, Sandy, che la madre della giovane vedrebbe bene come futuro sposo della figlia, essendo di famiglia particolarmente agiata. Marjorie, tuttavia, è incerta. La sua amica Masha la convince a prendersi una lunga pausa dalla relazione partecipando con lei, come supervisore, ad un campo estivo femminile nella località di villeggiatura Borsht Belt, tanto più che, a dire della spregiudicata Masha, a pochi passi da lì si trova il resort South Side, dove non mancheranno occasioni di intrigante divertimento.
Giunte al campo estivo, dopo qualche tempo Marjorie e Masha sgaiattolano, una notte, attraversando in canoa il piccolo lago, al South Side, sull'altra sponda. Nel piccolo teatro del resort Noah Airman, brillante uomo di spettacolo, musicista, drammaturgo e ballerino, sta tenendo uno stage, fra l'ammirazione costante dei suoi allievi. Marjorie, che già a scuola ha fatto esperienza di teatro, fa la conoscenza di Noah, suo idolo, che la aiuta a sfuggire alla sorveglianza acuta di Greech, il proprietario della struttura, che non ammette ospiti non paganti. Noah riesce a far assumere Marjorie e Masha nel suo progetto teatrale, all'interno del quale Marjorie in breve tempo riesce a soppiantare il giovane assistente di Noah, Wally Wronkin, invaghito della giovane. Fra Noah e l'incredula e contentissima Marjorie, a cui l'uomo dà il soprannome di "Morning Star", stella del mattino, nasce una storia d'amore. Il povero Wally, una sera, in una pausa dal lavoro, manifesta i propri sentimenti a Marjorie, col quale in ogni caso è in buoni rapporti d'amicizia e, un poco alticcio, scherzando, le dice che un giorno egli sarà un noto drammaturgo e Marjorie verrà da lui a chiederle una parte in un suo lavoro teatrale.
Al South Side compare inaspettato lo zio Samson, assunto come lavorante in cucina, ma probabilmente inviato dai genitori di Marjorie per tenere sott'occhio discretamente la ragazza. Quando Samson si rende conto della relazione di sua nipote con Noah non esita a parlare a quattr'occhi con lui rendendogli nota la particolarità della situazione, la giovane età della ragazza e i suoi principi morali. Noah riflette sulle parole di Samson, e inizialmente è portato a credere che l'attaccamento di Marjorie a lui sia solo un'infatuazione adolescenziale della ragazza ed una ennesima avventura passeggera per lui, e non esita a dirlo alla giovane, che se ne addolora; tuttavia a più riprese appare come i due siano effettivamente legati l'uno all'altra.
I genitori di Marjorie vanno a trovarla al campo estivo. La madre, senza cattive intenzioni, sottopone Noah ad una serie di domande, informandosi sulla sua età (33 anni) e la sua attività lavorativa, apprendendo che il drammaturgo sta lavorando da diversi anni ad un musical, Princess Jones, che fatica a portare a termine, e viene a scoprire di conoscere i genitori di Noah, i signori Ehrman, il cui cognome Noah ha cambiato, per sé, nel meno ebraico Airman. Marjorie e Noah si sono dichiarati vicendevolmente amore, ma evidentemente la loro relazione è complicata, e dal futuro incerto. L'improvvisa morte per un attacco cardiaco dello zio Samson suggella la fine del soggiorno estivo di Marjorie, e, apparentemente, della sua relazione, parimenti estiva, con Noah.
Ritornata in città ed ottenuto il diploma di maturità, Marjorie inizia a frequentare il dottor David Harris, relazione che la ragazza interrompe non appena si ripresenta Noah. Egli ha lasciato il teatro, ed ha ora un posto di responsabilità, del quale si dice soddisfatto, in un'agenzia pubblicitaria. Come ulteriore riprova del suo "imborghesimento" Noah prende parte, invitato da Marjorie in famiglia, ai festeggiamenti domestici di Pesach, che certo non avrebbero attirato la sua attenzione tempo prima.
Wally intanto è riuscito a mettere in scena con successo un proprio lavoro teatrale, e viene complimentato da Marjorie e Noah, presenti alla première. Noah, nonostante dichiari il contrario, è invidioso del successo del suo ex-allievo, pur essendone intimamente contento.
Noah è assente dal lavoro per qualche giorno, e Marjorie lo rintraccia: giunta a casa sua, lo trova in preda ad una crisi esistenziale, ubriaco, in compagnia di una donna, Imogene Norman, che lascia l'appartamento. Noah confessa a Marjorie che il loro rapporto ha delle caratteristiche alle quali egli trova pesante sottostare, e, che, pertanto, egli ha avuto in Imogene un'amante. I due si lasciano.
Tempo dopo Marjorie si presenta in un teatro per un provino per la nuova pièce di Wally, come quest'ultimo aveva vaticinato tempo prima. Wally la scrittura senza farle fare l'audizione, ma Marjorie, avendo udito il concitato scontro verbale, a proposito, fra Wally ed il produttore, che non la vorrebbe nel cast, rinuncia. In questa occasione Marjorie reincontra Masha, che le annuncia il proprio futuro matrimonio col potente produttore Lou Michelson, decisamente più anziano della futura sposa, che viene presentato a Marjorie insieme al legale di lui, il giovane ed avvenente Philip Berman.
Al matrimonio di Masha Marjorie incontra Noah, rinsavito, che le dice di aver terminato Princess Jones. 
Noah sta suonando il suo musical, a casa sua, per un gruppo di persone, fra i quali, oltre a Marjorie, c'è Masha col marito, Philip, Wally, ed un gruppo di possibili finanziatori per un'eventuale messa in scena dell'opera. Il musical piace, ma qualcuno suggerisce dei cambiamenti che potrebbero rendere il lavoro teatrale maggiormente passibile di suscitare l'interesse del pubblico, e, per quanto poi tutti si dicano propensi ad accettare la pièce così come l'ha concepita l'autore, Noah erompe in una scenata contro i biechi interessi commerciali dei produttori, che a quel punto lasciano sdegnati l'appartamento.
Dopo la prima di Princess Jones tutti i conoscenti si congratulano con Marjorie, avendo trovato eccellente lo spettacolo, così come concepito da Noah. L'indomani la critica, sui giornali, stronca il musical. Marjory corre a casa di Noah, dove trova un suo biglietto che la informa di essere partito per l'Europa, ed aggiunge di non cercarlo.
Dopo aver tentato invano di rintracciare Noah in diverse capitali europee, Marjorie, nel suo albergo di Londra, trova un uomo ad attenderla: è Wally. Inizialmente egli le dice di non sapere dove si trovi Noah, poi le confessa che Noah è tornato al South Side, aggiungendo che sarebbe bene che Marjorie, questa volta, non lo rincorresse, poiché quel teatrino di provincia è evidentemente – e riprova ne siano i tentativi di Noah di trovare altre vie - il suo luogo d'elezione.
Marjorie non dà ascolto a Wally e torna in America, va al South Side, entra nel teatro, non vista, mentre Noah sta cantando un suo pezzo accompagnandosi al pianoforte, idolatrato dai suoi allievi, come un tempo. Allora esce dal teatro. Incontra Greech, che le dice: "Come sei diventata grande!". "Sì, penso proprio di sì", risponde Marjorie, e sale sull'autobus che la riporterà a casa. Dallo specchietto retrovisore vede il volto sorridente di Wally.